# إيمانويل ديل فيكيو
إيمانويل ديل فيكيو (بالبرتغالية: Emmanuele Del Vecchio‏) هو لاعب كرة قدم برازيلي في مركز الهجوم، ولد في 24 سبتمبر 1934 في ساو فيسنتي في البرازيل، وتوفي في 7 أكتوبر 1995 في سانتوس في البرازيل. شارك مع منتخب البرازيل لكرة القدم. أما مع النوادي، فقد لعب مع أتلتيكو باراناينسي وإيه سي ميلان وبوكا جونيورز ونادي بادوفا ونادي بانغو أتلتيكو ونادي سانتوس ونادي ساو باولو ونادي نابولي وهيلاس فيرونا.

## وصلات خارجية
- إيمانويل ديل فيكيو على موقع قاعدة بيانات كرة القدم.إي يو (الإنجليزية)
- إيمانويل ديل فيكيو على موقع ناشيونال فوتبول تيمز (الإنجليزية)
- إيمانويل ديل فيكيو على موقع عالم كرة القدم.نت (الإنجليزية)